# Behondo
Behondo ou Bahondo est un village du Cameroun situé dans la région du Sud et le département de l'Océan. Chefferie de 3e degré du groupement Batanga Nord de la commune de Lokoundjé, on y accède par le Nyong ou l'Océan.

## Population
En 1966, la population était de 160 habitants. Lors du recensement de 2005, le village comptait 369 habitants dont 200 hommes et 169 femmes, principalement des Banoho.